# Cerkiew Narodzenia Bogurodzicy w Żółkwi
Cerkiew Narodzenia Bogurodzicy w Żółkwi – greckokatolicka zabytkowa drewniana cerkiew cmentarna z 1705.

## Historia obiektu
Cerkiew zbudowana w 1705 przez księdza Józefa Kiernickiego. W czasach radzieckich świątynia była zamknięta. Cerkiew wznowiła działalność w 1993. Odrestaurowana w latach 1993-94, ikonostas odnowiony w 1996 przy wsparciu finansowym pobliskiego klasztoru bazylianów, którzy opiekują się świątynią. Znajduje się na cmentarzu, na dawnym przedmieściu Winniki. 

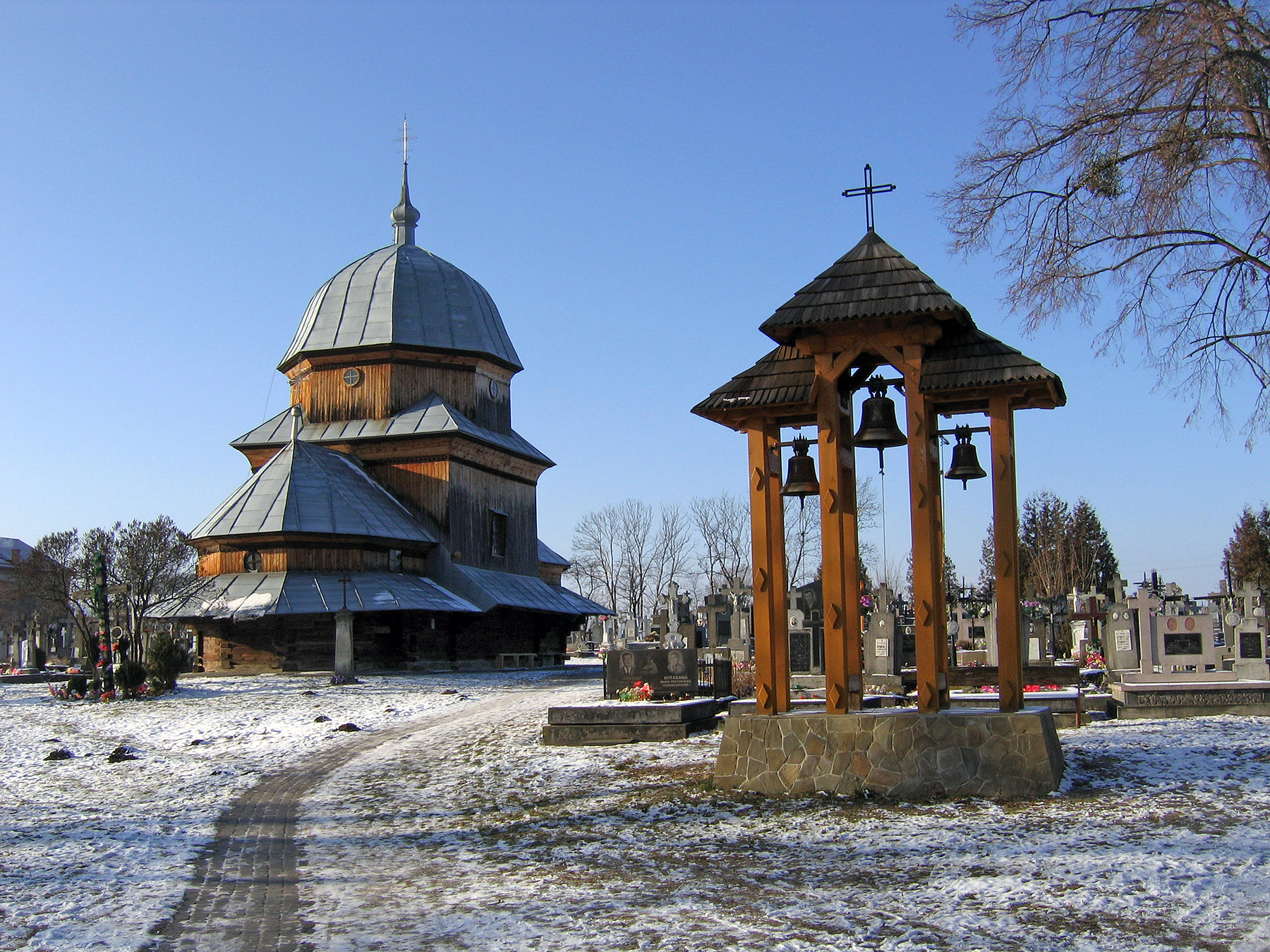
Widok ogólny z dzwonnicą
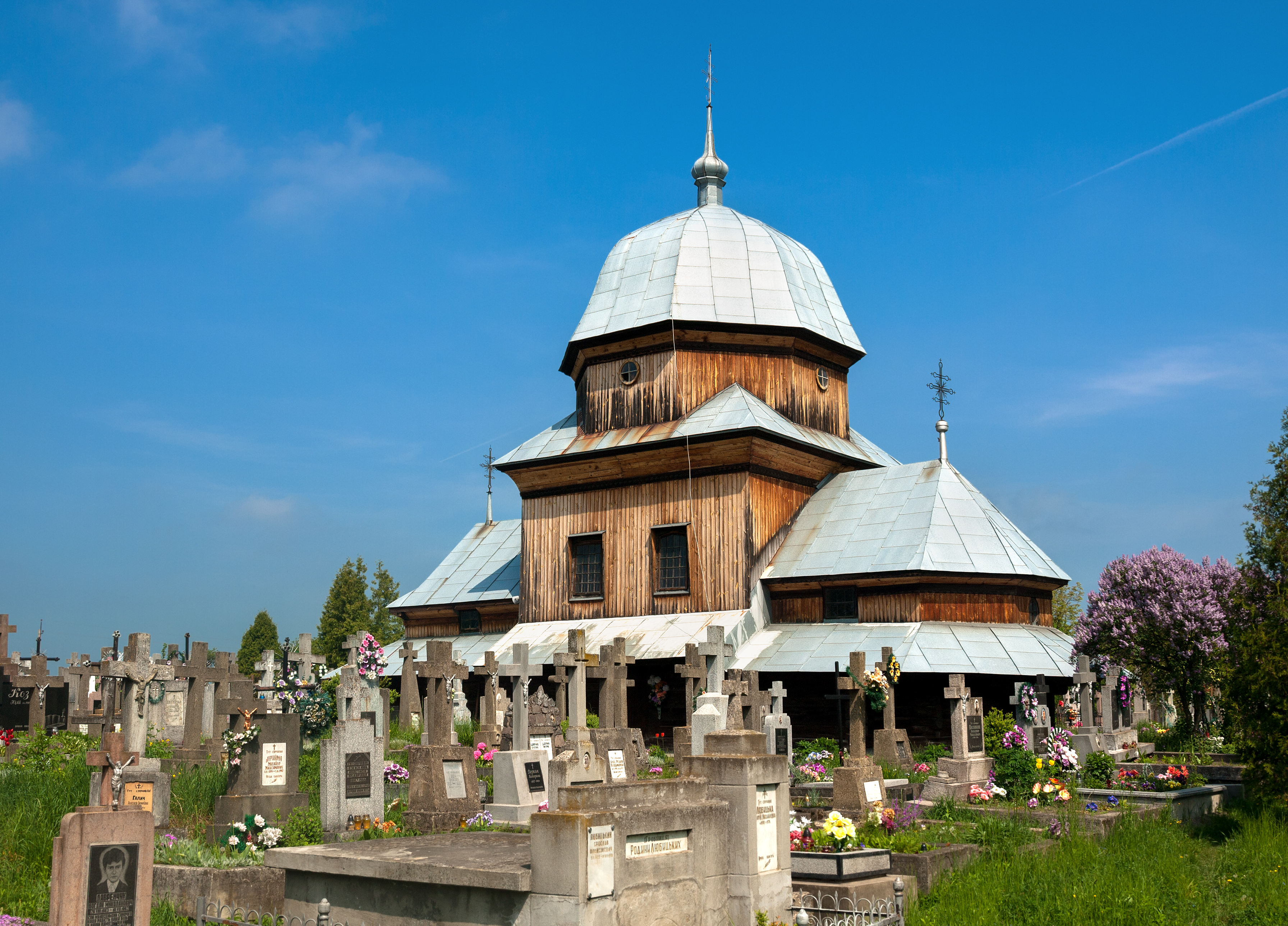
Elewacja boczna
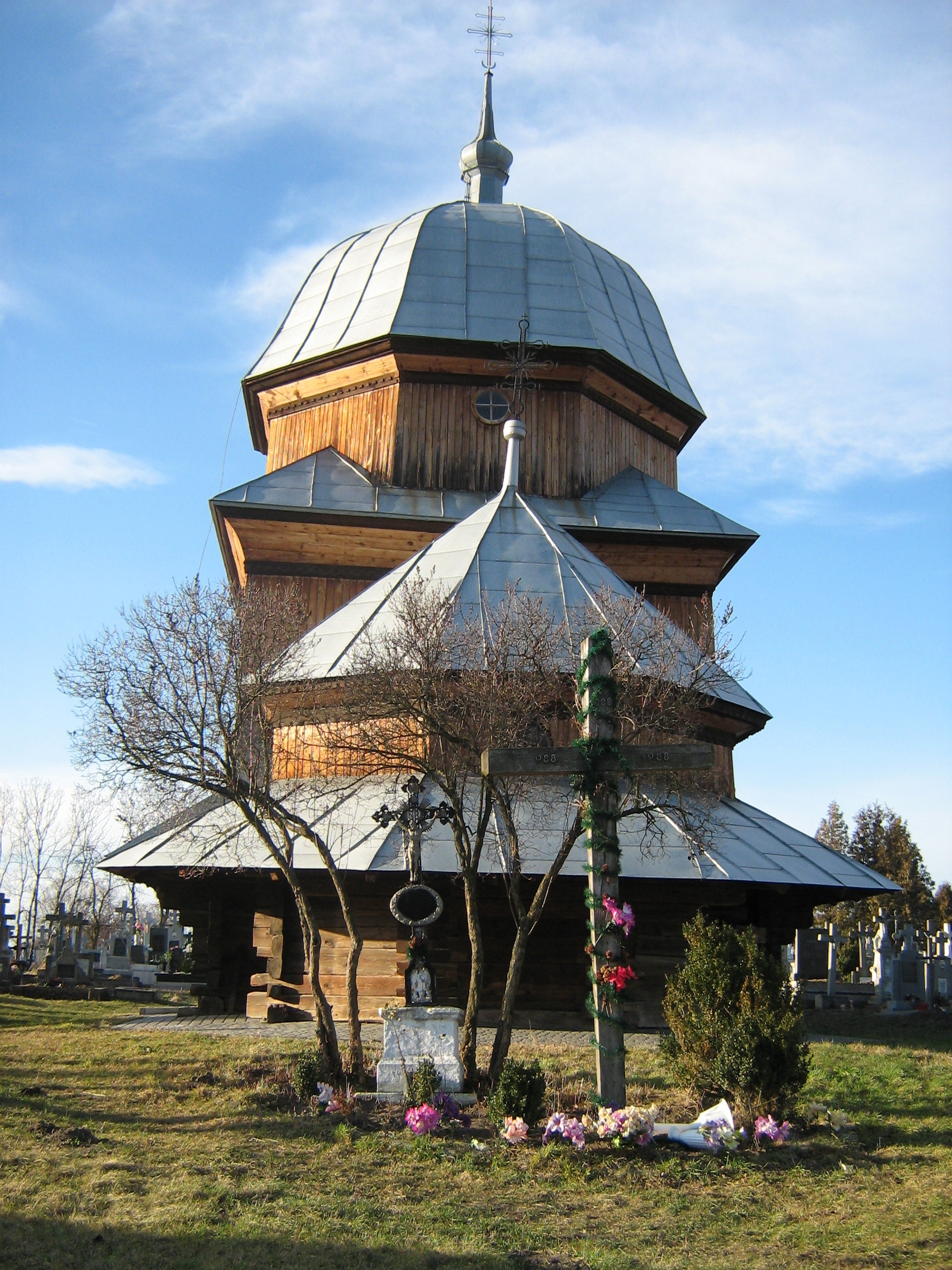
Widok od strony prezbiterium

## Architektura i wyposażenie
Jest to budowla drewniana konstrukcji zrębowej, trójdzielna z pięciobocznie zamkniętym prezbiterium szerszą nawą z kruchtą i babińcem. Nad nawą wznosi się dominująca w sylwetce cerkwi kopuła na ośmiobocznym bębnie. Wokół oszalowanych ścian biegnie szeroki okap wsparty na rysiach. Dachy pokryte blachą.
Wewnątrz cenny ikonostas z bogato zdobionymi carskimi wrotami z 1708 zrobiony przez cieślę Kunasza. Ikony i polichromia ścienna z lat 1708-10 wykonane przez żółkiewskich malarzy z kręgu mistrza Iwana Rutkowicza.
Obok świątyni stała dzwonnica z 1715, którą podczas renowacji cerkwi zastąpiono nową słupową z trzema dzwonami.